# Agrarservicemeister

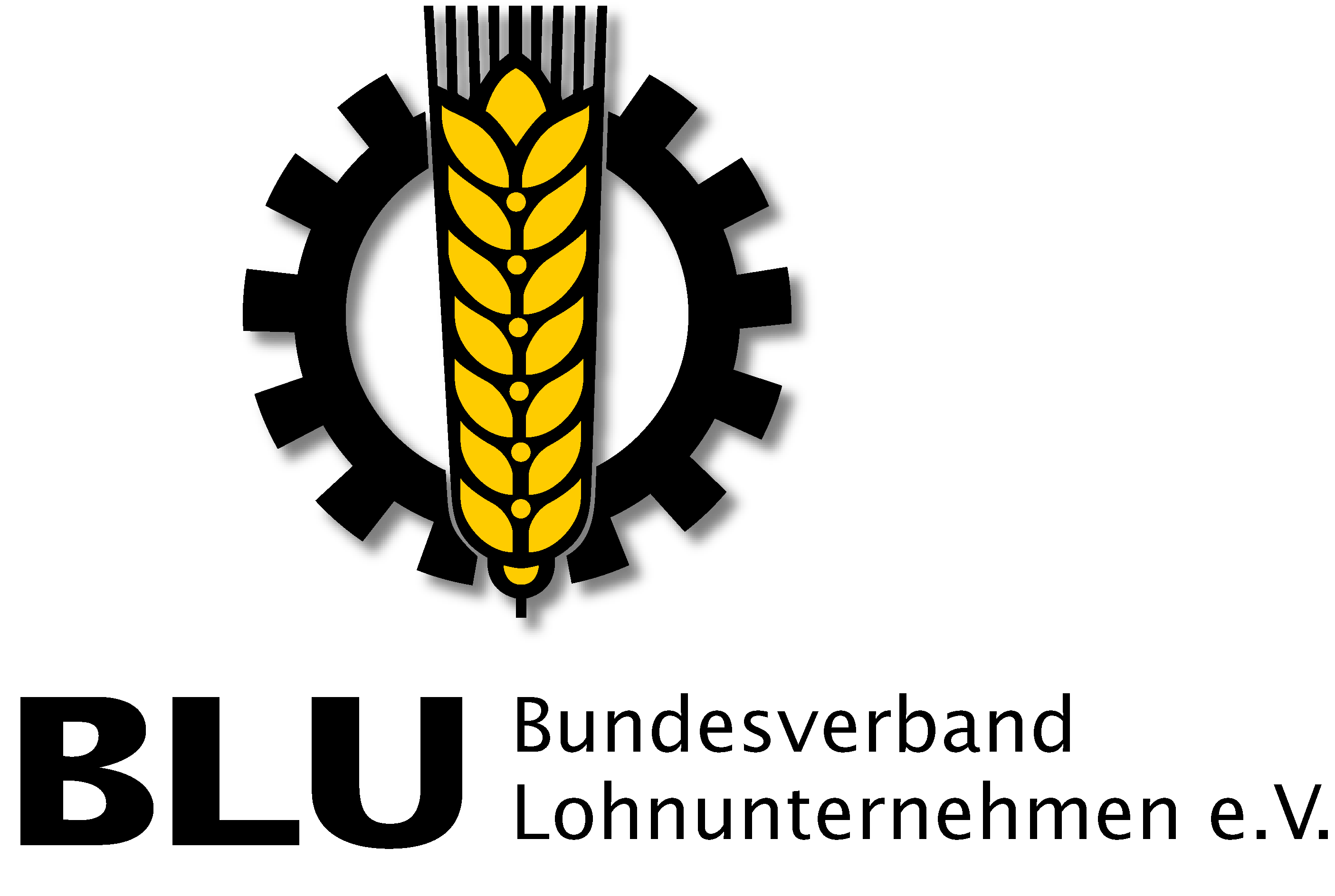
Logo BLU Bundesverband Lohnunternehmen e. V.

Agrarservicemeister ist ein staatlich anerkannter Fortbildungsabschluss in Deutschland, der sich vor allem an Führungskräfte in landwirtschaftlichen Lohnunternehmen richtet. Aufbauend auf die Ausbildung zur Fachkraft Agrarservice, können sich Betriebsleiter und Mitarbeiter in zwei Wintersemestern zum Agrarservicemeister fortbilden. Ziel der Meisterausbildung ist, dass sich die Meisteranwärter mit den betriebswirtschaftlichen Kennzahlen des Unternehmens auseinandersetzen und diese entsprechend auswerten können. Im Vordergrund stehen dabei die Analyse und entsprechende Einschätzung der unternehmerischen Zusammenhänge eines Betriebes.

## Inhalte des Schulungsangebots
Der zeitliche Rahmen der Meisterfortbildung liegt insgesamt bei rund 840 Unterrichtsstunden und gliedert sich in 3 Teilbereiche: 
- Pflanzenproduktion, Verfahrens- und Agrartechnik, Dienstleistungen: Boden, Düngung, Pflanzenschutz, Umweltschutz, Silagebergung, Futtergewinnung, Futterqualität, Analysen, Verfahrenstechnik, Logistik, Einsatzplanungen, Werkstatt- und Datenmanagement, Preisgestaltung, Kundenorientierung, Marketing, Markt- und Wettbewerb, Kooperationen, Büroorganisation und -management, EDV, Internet
- Betriebs- und Unternehmensführung: Rechnungswesen, Buchführung, Betriebswirtschaft, Finanz- und Liquiditätsplanung, Kostenberechnungen, -planungen, Kalkulationen, Controlling, Steuern, Versicherung, Rechtsfragen, Verkehr, Arbeitsschutz, Betriebsentwicklungsplanung, Zeitmanagement, Risikomanagement, Verhandlungen, Reklamationen
- Berufsausbildung und Mitarbeiterführung: Ausbildungsvoraussetzungen prüfen und Ausbildung planen, Ausbildung vorbereiten und Auszubildende einstellen, Ausbildung durchführen, Ausbildung abschließen,    Personalbedarf ermitteln, Mitarbeiter auswählen, einstellen und Aufgaben auf diese übertragen, Mitarbeiter anleiten, führen, fördern und motivieren sowie deren berufliche Weiterbildung unterstützen

## Bundesweite Fortbildungsstandorte
- Fachschule für Agrarwirtschaft Haus Riswick: Elsenpaß 5, 47533 Kleve
- Staatliches Berufliches Zentrum: Außenstelle Triesdorf, Steingruberstraße 6, 91746 Weidenbach
- Ev. Heimvolkshochschule Loccum e. V.: Hormannshausen 6–8, 31547 Rehburg-Loccum

## Voraussetzungen
Nach der „Verordnung über die Meisterprüfung zum anerkannten Fortbildungsabschluss Agrarservicemeister und Agrarservicemeisterin“ (vom 18. August 2010, geändert am 21. Mai 2014) kann zur Meisterprüfung zugelassen werden, wer
- eine erfolgreich abgelegte Abschlussprüfung im Ausbildungsberuf Fachkraft Agrarservice und mindestens zweijährige Berufspraxis
- eine mit Erfolg abgelegte Abschlussprüfung in einem anderen anerkannten landwirtschaftlichen Ausbildungsberuf und danach eine mindestens dreijährige Berufspraxis
- mindestens fünf Jahre Berufspraxis

in einem Lohnunternehmen/einem Unternehmen des Agrarservice, des Pflanzenbaus mit Serviceangeboten oder vergleichbaren Unternehmen nachweisen kann. Die vorgeschriebene Berufspraxis muss nach einem Beschluss des Berufsbildungsausschusses bis zum Tag der letzten Prüfungsleistung erfüllt sein. In Ausnahmefällen können unter Umständen weitere Ausnahmeregelungen getroffen werden (Regelung in Niedersachsen). Einzelheiten zu den Inhalten und zur rechtlich-organisatorischen Abwicklung der Meisterprüfung sind in der „Verordnung über die Meisterprüfung zum anerkannten Fortbildungsabschluss Agrarservicemeister und Agrarservicemeisterin“ sowie der „Prüfungsordnung für die Durchführung von Fortbildungsprüfungen“ festgelegt. Die Teilnahme an den Vorbereitungskursen ist freiwillig.

## Fördermöglichkeiten
Es bestehen verschiedene Möglichkeiten, um eine finanzielle Unterstützung der Meisterfortbildung zu erhalten. Neben dem Meister-BaföG, beispielsweise in Form eines zinsgünstigen Darlehens, gibt es in den einzelnen Bundesländern weitere Förderprogramme.

## Entstehung
Die Fortbildung zum Agrarservicemeister hat sich seit Veröffentlichung der Durchführungsverordnung im August 2010 an drei Standorten in Deutschland (Kleve, Loccum, Triesdorf) etabliert. Mittlerweile (Stand: Dez. 2017) haben 225 junge Menschen an der Fortbildung teilgenommen. Zukünftig rechnet der BLU mit Zuwächsen von bis zu 50 Agrarservicemeistern jährlich. 